# Laban rayeb
Il laban rayeb è un tipo di latte scremato cagliato prodotto nel Basso Egitto. Può essere bevuto fresco o può essere usato per fare il formaggio arīsh, che a sua volta viene utilizzato per fare il mish. Ci sono prove che sia stato realizzato dagli antichi egizi.

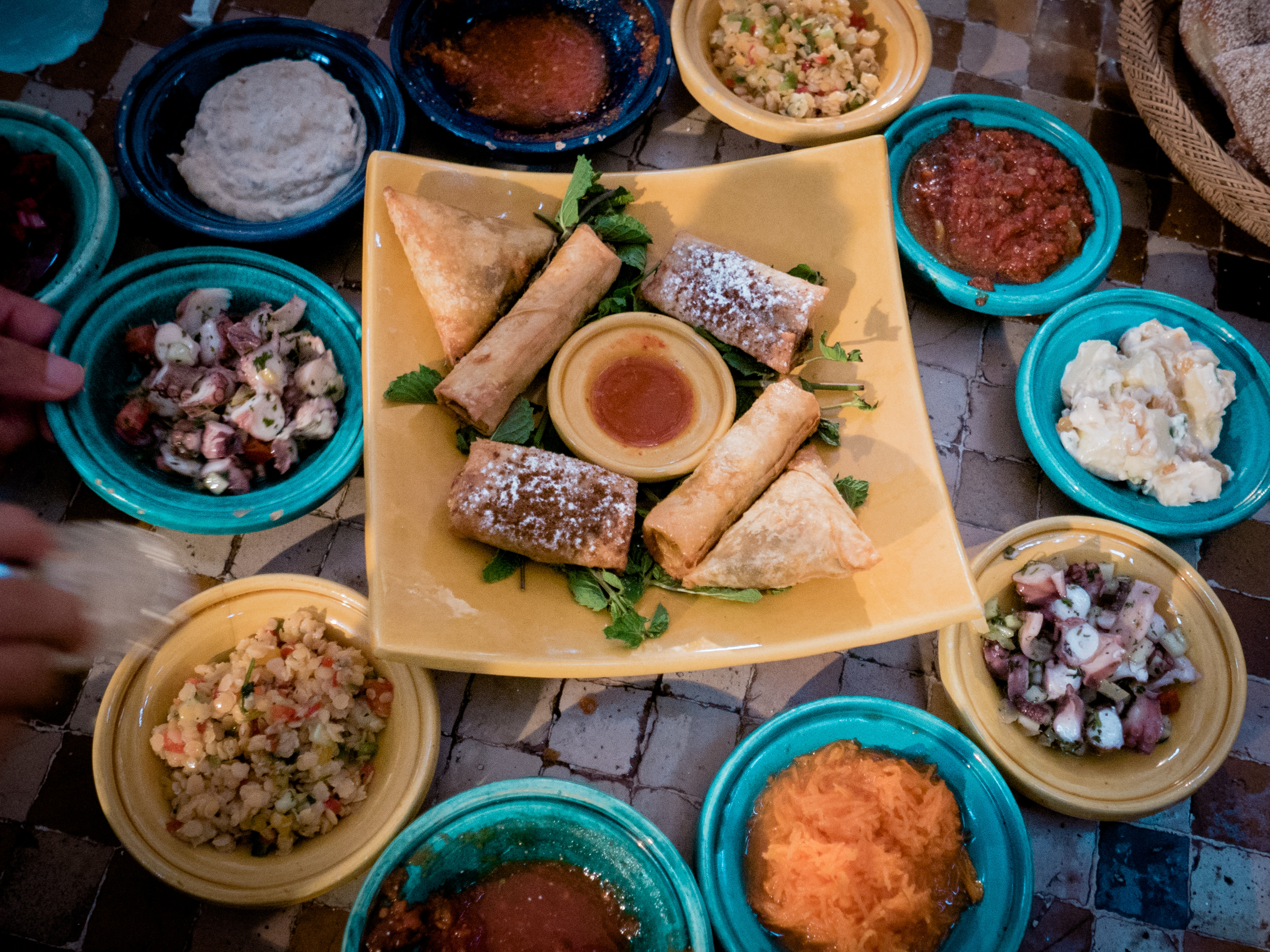
Assortimento di pietanze della cultura araba

## Preparazione
Il metodo tradizionale di preparare il laban rayeb inizia con la mungitura delle mucche direttamente in vasi di terracotta parzialmente sterilizzati o profondi. Appena fatto viene inserito all'interno di una pentola (matared) e messo a bagno in olio o una miscela di albume e olio e poi cotto in forno per chiudere i pori. Dopo ogni utilizzo il matared viene lavato e asciugato in forno caldo per due ore. Il latte viene lasciato da uno a quattro giorni, a seconda della temperatura, mentre il grasso sale verso l'alto e il latte sotto caglia. Il latte viene mantenuto a 20-25 °C mentre si forma la cagliata. Il latte non viene disturbato mentre la sua microflora naturale lo fermenta. Il grasso viene raccolto e utilizzato per fare il burro. La cagliata rimanente è il laban rayab. Ha un odore simile al latticello e ha un sapore leggermente acido.

## Varianti e derivati
Il laban khad è una variante che viene fermentata in una pelle di capra. Il goubasha è una bevanda tradizionale del Sudan. Si aggiunge un po' di panna al laban rayeb di latte di bufala e si diluisce con acqua. Il laban zīr è un'altra variante realizzata in vasi di terracotta. Può essere mescolato con chicchi di grano bolliti, essiccati e macinati, fermentato per ventiquattro ore, quindi essiccato al sole per ottenere il kishk. Questo è un alimento molto nutriente che può conservarsi per diversi anni.
Il formaggio karish si ottiene con il laban rayeb versando la cagliata su una stuoia di giunco e lasciandola scolare, spalmandola di tanto in tanto e strizzandola nella stuoia, quindi appendendola per due o tre giorni. Poco prima di essere finito il formaggio viene salato a secco, quindi appeso nella stuoia ancora per qualche ora.